# كأس السوبر الإيطالي 2021
كأس السوبر الإيطالي 2021 (بالإيطالية: Supercoppa italiana 2021)‏ هي النسخة 34 من كأس السوبر الإيطالي. أقيمت المباراة بين إنتر ميلان الفائز بالدوري الإيطالي 2020–21، ويوفنتوس الفائز بكأس إيطاليا 2020–21.
فاز إنتر ميلان بالمباراة 2–1 بعد الوقت الإضافي ليحقق لقبه السادس.